# Aluta appressa
Aluta appressa là một loài thực vật có hoa trong Họ Đào kim nương. Loài này được (C.R.P.Andrews) Rye & Trudgen mô tả khoa học đầu tiên năm 2000.